# Pycnolaimus pygmaeus
Pycnolaimus pygmaeus är en rundmaskart som beskrevs av Nathan Augustus Cobb 1920. Pycnolaimus pygmaeus ingår i släktet Pycnolaimus och familjen Plectidae. Inga underarter finns listade i Catalogue of Life.